# 短十二釐米自走砲
短十二釐米自走砲是日本海軍於1945年生產的自走砲。由九七式中戰車改造而成。

## 簡介
該車由九七式中戰車改造，炮塔為九七改炮塔。並裝備十二釐米短炮。車體與九七式幾乎相同。

## 性能
短十二釐米自走砲的主炮為十二釐米短炮，該炮為口徑120毫米，炮管長1510毫米，火砲仰角和俯角約為-10至+20度，砲塔可全程旋轉。車內的彈藥架可容納27發。副武器為九七式車載重機槍:34。
發動機為改裝後的12缸星型發動機。通風系統位於發動機艙的正上方。坦克駕駛位於右側座位。最高速度為60公里/小時。履帶與懸掛系統與九七式相同。車身沒有鋼軌防護裝甲，前部由薄金屬板擋泥板覆蓋:35。

## 乘員配置
該車的乘員配置未知。炮手位於炮塔左側。位於砲塔右側的車長兼任裝填手。

## 運用
至少4輛短十二釐米自走砲部署在佐世保，10輛部署在横須賀第十六特種陸地中隊，為本土決戰海軍坦克部隊。
日本投降後，厚木海軍飛行場第302海軍航空中隊發生叛亂，橫須賀第16特種陸地中隊第一營，派出人員阻止叛軍起飛，命令所有車輛封鎖跑道。然而第二天，該部隊停止攻擊，短十二釐米自走砲也從未投入戰鬥。

## 流行文化

### 電子遊戲
- 《戰爭雷霆》
- 《應徵入伍》